# Петрографија
Петрографија је наука о описивању стена, анализирању њихових структурних, минералошких и хемијских карактеристика и повезаности тих стена са њиховим геолошким окружењем . По свом феноменолошком приступу, петрографија се издваја од петрологије, дисциплине која наглашава појаве генезе, постављања и измена стена.

## Изведене речи
- Петрограф је особа специјализована за петрографију (наука о стени).
- Придев „петрографски” квалификује оно што се односи на петрографију.

## Петрографски описмагматске стене
Комплетна студија стене изводи се у различитим размерама. Прикупљене информације су допуњене и омогућују праћење услова његовог настанка.
- На скали масива   : депозит
- На скали мрвљења   : фрагментација
- На нивоу узорка   : структура
- На минералној скали   : текстура

## Петрографски описседиментне стене
Седиментна стена може бити детритална, карбонатна или евапоритна . Свака врста има своје критеријуме за петрографски опис. Један од њих је локализација стене, величина и њено упоређење са осталим типовима стена.

## Археолошке примене
Археолози користе петрографију за идентификацију минералних састојака у грнчарству . Поред глине, грнчари су често користили фрагменте стена, који се обично називају "темпера" или "апластика", да би модификовали својства глине. Геолошке информације добијене од керамичких компоненти пружају увид у то како су лончари бирали и користили локалне и не-локалне ресурсе. Археолози могу да утврде да ли је посуђе пронађено на одређеној локацији локално произведено или се тргује другде.